# Liste der Kulturdenkmale in Zschoppach
In der Liste der Kulturdenkmale in Zschoppach sind die Kulturdenkmale des Grimmaer Ortsteils Zschoppach verzeichnet, die bis August 2024 vom Landesamt für Denkmalpflege Sachsen erfasst wurden (ohne archäologische Kulturdenkmale). Die Anmerkungen sind zu beachten.
Diese Aufzählung ist eine Teilmenge der Liste der Kulturdenkmale in Grimma.

## Zschoppach
| Bild                                    | Bezeichnung | Lage                       | Datierung | Beschreibung | ID       |
| --------------------------------------- | --- | -------------------------- | --- | --- | -------- |
| Direkt Bild zu diesem Denkmal hochladen | Wohnhaus eines Bauernhofes | Am Brunnen 1 (Karte)       | Um 1800 | Ortsbildprägendes Fachwerkgebäude, Giebel verbrettert, baugeschichtlich von Bedeutung. Zweigeschossig, Erdgeschoss massiv, Obergeschoss Fachwerk, Giebel verbrettert, Satteldach, Holztraufe, Biberschwanzdeckung, originale sechsteilige Sprossenfenster, Kunststeingewände und alte Tür. | 08974525 |
| Direkt Bild zu diesem Denkmal hochladen | Wohnstallhaus, Scheune und Hofpflaster eines ehemaligen Vierseithofes | Am Brunnen 3 (Karte)       | 1. Hälfte 19. Jahrhundert (Wohnstallhaus); um 1890 (Scheune)                                                                                          | Wohnstallhaus ortsbildprägendes Fachwerkgebäude, Scheune massiv, Zeugnis bäuerlicher Lebensweise vergangener Zeiten, bau- und ortsgeschichtlich von Bedeutung. - Wohnstallhaus: zweigeschossig, Erdgeschoss massiv, Obergeschoss Fachwerk, Satteldach, im Stall Gewölbe und Eisensäulen, alte Fenster, rückwärtiges Backhaus (ausgebaut) - Scheune: zweigeschossig, massiv, Porphyrtuff-Bruchstein, drei Segmentbogentore mit Holztüren, Satteldach, Kellerzugang | 08974529 |
| Direkt Bild zu diesem Denkmal hochladen | Wohnstallhaus, zwei Seitengebäude (eines mit Kumthalle), Scheune, Einfriedung des Vorgartens, Toreinfahrt, Gartenmauer und Erdkeller sowie Hofpflaster eines Vierseithofes | Am Brunnen 4 (Karte)       | Im Innern bezeichnet mit 1772 (Wohnstallhaus); 19. Jahrhundert (Seitengebäude)                                                                        | Wohnstallhaus Obergeschoss Fachwerk, Wirtschaftsgebäude landschaftstypisch gestaltete Putzbauten, als einer der größten und geschlossensten Bauernhöfe im Ort von baugeschichtlicher und ortshistorischer Bedeutung. - Wohnstallhaus, bezeichnet mit 1772 (Holzbalken im Erdgeschoss): zweigeschossig, Erdgeschoss massiv, Obergeschoss Fachwerk, Walm- und Krüppelwalmdach nach hinten, Kronendeckung, Fenster und Türen erneuert, verbretterter Treppenaufgang - Pferdestall: zweigeschossig, massiv, preußische Kappen, im Giebel rundbogige Zwillingsfenster, Satteldach, dreibogige Kumthalle (Sandsteinpfeiler), Sandsteingewände, im Obergeschoss Segmentbogenfenster mit Sandsteingewände - Schweinestall: zweigeschossig, massiv, Bruchstein, Satteldach, Sandsteingewände - Scheune: eingeschossig, massiv, Bruchstein (Porphyrtuff), Satteldach, Biberschwanzdeckung, Ziegelsteintraufe, Segmentbogentor - Hofpflaster mit Resten der Göpelbahn, Einfriedung: aus Porphyrtuff-Bruchstein, Torpfeiler, Eisenzaun - Gartenmauer: Bruchstein, vermutlich Gebäuderest - Erdkeller: Bruchsteintonne | 08974530 |
| Direkt Bild zu diesem Denkmal hochladen | Wohnhaus, daran angebaute Scheune und Seitengebäude eines Häusleranwesens                                                                                                  | Dorfteichstraße 12 (Karte) | 1. Hälfte 19. Jahrhundert | Zeugnis kleinbäuerlicher Bau- und Lebensweise in Fachwerkbauweise, bau- und sozialgeschichtlich von Bedeutung. - Wohnhaus: zweigeschossig, Erdgeschoss massiv, verputzt, Obergeschoss Fachwerk mit Lehmsteinen ausgefacht, Satteldach, Giebel verbrettert, alte Fenster im Erdgeschoss um 1900, Obergeschoss 19. Jahrhundert, an Giebelseite und vorn Scheunenanbau mit Segmentbogentor - Nebengebäude: zweigeschossig, Erdgeschoss massiv, Obergeschoss Fachwerk, Satteldach | 08974532 |
| Direkt Bild zu diesem Denkmal hochladen | Kriegerdenkmal für die Gefallenen des Ersten Weltkrieges | Dresdner Straße (Karte)    | Um 1920 | Mit figürlichem Relief, von ortshistorischer Bedeutung. Das in Form eines Grabmals gestaltete Denkmal für die Gefallenen des Ersten Weltkriegs wurde um 1920 aufgestellt. Es besteht aus Muschelkalk. Über einem Sockel mit durch Schwerter geschmückten Vorlagen erhebt sich eine Reliefplatte, die einen sterbenden Soldaten zeigt, dem sich ein Kamerad zuwendet. Auf dem abschließenden Aufsatz erscheint in der Mitte das Eiserne Kreuz mit Eichenlaub. Die Inschriften „Unseren Helden“, „1914 1918“ sowie der Namen der Toten sind verwittert. Das Zschoppacher Kriegerdenkmal ist ein Zeugnis für den Ersten Weltkrieg und seine Auswirkungen, bezogen auf den Ort. Zudem dokumentiert es, wie die Erinnerung an das Kriegsereignis und den damit verbundenen Opfern in der Zeit seiner Entstehung gepflegt wurde. Unter diesen Aspekten erlangt es orts- und zeitgeschichtliche Bedeutung. | 08974534 |
| Direkt Bild zu diesem Denkmal hochladen | Wohnhaus | Dresdner Straße 6 (Karte)  | Um 1870 | Mittenbetonte Putzfassade, Zwillingsfenster im Giebel, Zeugnis der baulichen Entwicklung im Ort im 19. Jahrhundert, baugeschichtlich von Bedeutung. Zweigeschossiger verputzter Massivbau (Ziegelstein), Türgewände mit Verdachung in Porphyrtuff, darüber Stuckrelief, Fenstergewände im Erdgeschoss in Porphyrtuff, im Obergeschoss in Porphyrtuff und in Sandstein, Mittelrisalit mit Dreiecksgiebel, im Giebel Fenster mit Sandsteingewände, Plattformdach, am Giebel noch originale Putzgliederung. | 08974533 |
| Direkt Bild zu diesem Denkmal hochladen | Scheune eines Dreiseithofes | Nauberger Straße 1 (Karte) | 1. Hälfte 19. Jahrhundert | Straßenbildprägende Fachwerkscheune, baugeschichtlich von Bedeutung. Fachwerkscheune mit Lehm-Stroh-Ausfachung, Giebel zum Teil verbrettert, traufseitig zur Straße ein großes Holztor, Ladeluke mit altem Beschlagwerk, Satteldach. | 08974531 |
| Weitere Bilder                          | Kirche mit Ausstattung und zwei Grabmale an der Kirche | Zur Kirche (Karte)         | 1829–1830 (Kirche und Kanzelaltar); bezeichnet mit 1833 (Kirchweihe); 18. Jahrhundert (barocker Ofen); Anfang 19. Jahrhundert (klassizistischer Ofen) | Große klassizistische Saalkirche mit markantem Westturm, baugeschichtlich, ortsbildprägend und ortsgeschichtlich von Bedeutung. - Saalkirche: bezeichnet mit 1833 (Tafel an Südseite der Kirche), massiv verputzt, Walmdach, Westturm auf quadratischem Grundriss, oben oktogonal mit welscher Haube, Laterne und Knauf, aufgemalte Ecklisenen, Erdgeschoss Rechteckfenster, Obergeschoss Segmentbogenfenster, zwei Portale mit gerader Überdachung und Oberlicht, zwei Segmentbogenportale (Sandsteingewände) mit Schlussstein, originale Türen, zweigeschossige Emporen - vor dem Ostgiebel der Kirche zwei Grabmale: eine neogotische Sandsteinstele mit Ecksäulen (Blattkapitelle) mit Dreiecksgiebel, Aufschrift „Wilhelm“, eisernes Grabkreuz mit Inschrift „Voigt“ | 08974526 |
| Direkt Bild zu diesem Denkmal hochladen | Pfarrhaus, Seitengebäude, Toreinfahrt und Einfriedung eines Pfarrhofes | Zur Kirche 1 (Karte)       | 1775 laut Auskunft (Pfarrhaus); 19. Jahrhundert (Seitengebäude)                                                                                       | Pfarrhaus ein stattlicher Putzbau mit Segmentbogenportal und Krüppelwalmdach, von baugeschichtlicher und ortshistorischer Bedeutung. - Pfarrhaus: zweigeschossig, massiv, verputzt (ehemals Fachwerk im Obergeschoss), Krüppelwalmdach, Segmentbogenportal mit Schlussstein (Porphyrtuff), im Erdgeschoss profilierte Porphyrtufffenstergewände - Pferdestall: eingeschossig, massiv, verputzt, Satteldach, mit Drempel (Segmentbogenfenster), Sandsteintürgewände - Einfriedung: Bruchstein (Porphyrtuff) mit quadratischem Torpfeiler | 08974528 |
| Direkt Bild zu diesem Denkmal hochladen | Seitengebäude eines ehemaligen Vierseithofes | Zur Kirche 8 (Karte)       | Mitte 19. Jahrhundert | Schlichter Putzbau mit Zwillingsfenster im Giebel, Zeugnis für die Wirtschaftsweise vergangener Zeiten auf dem Lande, unmittelbar neben der Kirche gelegen, Ensemblewirkung mit der Kirche, baugeschichtlich und ortsbildprägend von Bedeutung. Zweigeschossig, massiv, Bruchstein (Porphyrtuff), zum Teil verputzt, Sandsteingewände, drei Segmentbogentore mit Holztüren, an Giebelseite rundbogiges Zwillingsfenster, Satteldach, Biberschwanzdeckung, rückseitig Wellblechdeckung, rückseitig schmale Fensterschlitze. | 08974527 |

## Tabellenlegende
- Bild: Bild des Kulturdenkmals, ggf. zusätzlich mit einem Link zu weiteren Fotos des Kulturdenkmals im Medienarchiv Wikimedia Commons. Wenn man auf das Kamerasymbol klickt, können Fotos zu Kulturdenkmalen aus dieser Liste hochgeladen werden:
- Bezeichnung: Denkmalgeschützte Objekte und ggf. Bauwerksname des Kulturdenkmals
- Lage: Straßenname und Hausnummer oder Flurstücknummer des Kulturdenkmals. Die Grundsortierung der Liste erfolgt nach dieser Adresse. Der Link (Karte) führt zu verschiedenen Kartendiensten mit der Position des Kulturdenkmals. Fehlt dieser Link, wurden die Koordinaten noch nicht eingetragen. Sind diese bekannt, können sie über ein Tool mit einer Kartenansicht einfach nachgetragen werden. In dieser Kartenansicht sind Kulturdenkmale ohne Koordinaten mit einem roten bzw. orangen Marker dargestellt und können durch Verschieben auf die richtige Position in der Karte mit Koordinaten versehen werden. Kulturdenkmale ohne Bild sind an einem blauen bzw. roten Marker erkennbar.
- Datierung: Baubeginn, Fertigstellung, Datum der Erstnennung oder grobe zeitliche Einordnung entsprechend des Eintrags in der sächsischen Denkmaldatenbank
- Beschreibung: Kurzcharakteristik des Kulturdenkmals entsprechend des Eintrags in der sächsischen Denkmaldatenbank, ggf. ergänzt durch die dort nur selten veröffentlichten Erfassungstexte oder zusätzliche Informationen
- ID: Vom Landesamt für Denkmalpflege Sachsen vergebene, das Kulturdenkmal eindeutig identifizierende Objekt-Nummer. Der Link führt zum PDF-Denkmaldokument des Landesamtes für Denkmalpflege Sachsen. Bei ehemaligen Kulturdenkmalen können die Objektnummern unbekannt sein und deshalb fehlen bzw. die Links von aus der Datenbank entfernten Objektnummern ins Leere führen. Ein ggf. vorhandenes Icon  führt zu den Angaben des Kulturdenkmals bei Wikidata.